# Andro
Иоанн Жани Кузнецов (род. 19 января 2001, Киев; известный как Andro) — украинский рэп-исполнитель цыганского происхождения.

## Биография
Родился 19 января 2001 года в Киеве в цыганской семье. По национальности — ром. Семья часто переезжала и жила в разных странах, поэтому Andro окончил только четыре класса гимназии.
В 2014 году получил первую известность, записав вокал для припева песни «Санта Лючия» группы Quest Pistols.
В 2016 году Andro выпустил дебютный сольный сингл «Удиви меня».
В январе 2019 года песня «Замело», записанная совместно с Elman, вошла в топ-30 чарта ВКонтакте. В марте туда же попала песня «Инопланетянин», которая достигла 9 строчки, а также заняла 12 место в чарте Shazam. В августе в чарт ВКонтакте попала песня «Болен твоей улыбкой», а в декабре — песня «Моя душа».
Также в 2019 году был выпущен дебютный альбом «Moon Flame», вошедший в Топ-10 российского чарта Apple Music. Музыкальный критик издания InterMedia Алексей Мажаев поставил ему 7 из 10 баллов, отметив, что «альбом демонстрирует талант, музыкальность и чувство вкуса Andro, вместе с тем пластинку очень портят отсутствие разнообразия и крепкая привязанность артиста к модной вокальной манере».
В марте 2020 года песня «Мадам», записанная вместе с Jony, несколько недель была лидером чартов ВКонтакте и Apple Music.
В мае 2020 года сингл «X.O.», записанный совместно с The Limba, возглавил чарт ВКонтакте и Apple Music. По итогам 2020 года песня вошла в Топ-10 самых популярных песен чарта Apple Music в России и Топ-5 чарта ВКонтакте.
В марте 2021 года вышла совместная песня Andro и Скриптонита «Dragon», занявшая высокие места в основных интернет-чартах.
В 2021 году Andro выпустил второй альбом — «Jani Gipsy», вошедший в Топ-10 российского чарта Apple Music.
В 2023 году запланирован выпуск третьего альбома.

## Дискография

### Альбомы
- 2019 — «Moon Flame»
- 2021 — «Jani Gipsy»

### Синглы
- 2016 — «Удиви меня»
- 2018 — «Я бачу»
- 2019 — «Замело» (feat. El'man)
- 2019 — «Ночной рейс»
- 2019 — «Моя душа»
- 2019 — «Инопланетянин»
- 2019 — «Другому»
- 2019 — «Болен твоей улыбкой»
- 2020 — «Мадам» (feat. Jony)
- 2020 — «Купидон»
- 2020 — «X.O.» (feat. The Limba)
- 2020 — «Забываю обещания»
- 2020 — «Megamix» (feat. Jony, El'man и Gafur)
- 2020 — «Гипноз» (feat. Qontrast и Hiro)
- 2020 — «Любит пироги»
- 2020 — «Спокойная ночь» («Кино» cover)
- 2021 — «Dragon» (feat. Скриптонит)
- 2021 — «Никаких эмоций» (feat. The Limba и Navai)
- 2021 — «Подруга» (feat. Andy Panda)
- 2021 — «Чокопай» (feat. Rakhim и Blago White)
- 2021 — «Черёмушка» (feat. Jony)
- 2022 — «Как не любить»
- 2022 — «Губы»
- 2022 — «Осень» (feat. Баста)
- 2022 — «Телефон» (feat. Mayot)
- 2022 — «Мой брат»
- 2022 — «Круз» (feat. El’man)
- 2022 — «Соври» (feat. Toni)
- 2022 — «Разожги во мне огонь» (feat. Rakhim)
- 2023 — «Дай мне шанс»
- 2023 — «Зари» (feat. El’man, Toni & Mona)
- 2023 — «Стрелы» (feat. Джиган)
- 2023 — «Что такое любовь?»
- 2024 — «Темная ночь»
- 2024 — «Розовые розы» (feat. El’man)
- 2024 — «Сигнал»
- 2024 — «Останься» (feat. The Limba, Даша Эпова)
- 2024 — «Mama mia» (feat. Dyce & The Limba, Misha Miler) [Romanian & Spanish Version]
- 2024 — «Bollywood»
- 2024 — «Вверх»
- 2025 — «Хрусталь» (feat. Нюша)

#### Участие на альбомах других исполнителей
- The Limba, Navai — «Никаких эмоций» (Anima)
- Murovei — «Индийское кино» (Winsk II)
- blago white, Джиган — «Дарья» (inaplanetyanin)
- Скриптонит — «Имена» (Yeahh, Pt. 1,2 / Romantic Collection) — «Осенняя пора» (feat. Armich)
- Клава Кока — «Просто так» («Депрессаунд»)

## Клипы
- 2016 — «Удиви меня»
- 2018 — «Я бачу»
- 2019 — «Моя душа»
- 2019 — «Инопланетянин»
- 2019 — «Красивая»
- 2020 — «Купидон»
- 2020 — «X.O.»
- 2020 — «Забываю обещания»
- 2020 — «Megamix»
- 2020 — «Гипноз»
- 2022 — «Как не любить»
- 2022 — «Губы»
- 2023 — «Дай мне шанс»
- 2023 — «Зари»

## Награды и номинации
Номинации
- 2021 — Номинация на премию «Жара Music Awards» в категории «Интернет-Хит»[22]